# Cahuzac (Tarn)
 Cahuzac  es una población y comuna francesa, ubicada en la región de Mediodía-Pirineos, departamento de Tarn, en el distrito de Castres y cantón de Dourgne.

## Demografía
| 135 | 153 | 139 | 218 | 160 | 141 |
| Para los censos de 1962 a 1999 la población legal corresponde a la población sin duplicidades (Fuente: INSEE [Consultar]) |     |     |     |     |     |

## Sitios y Monumentos

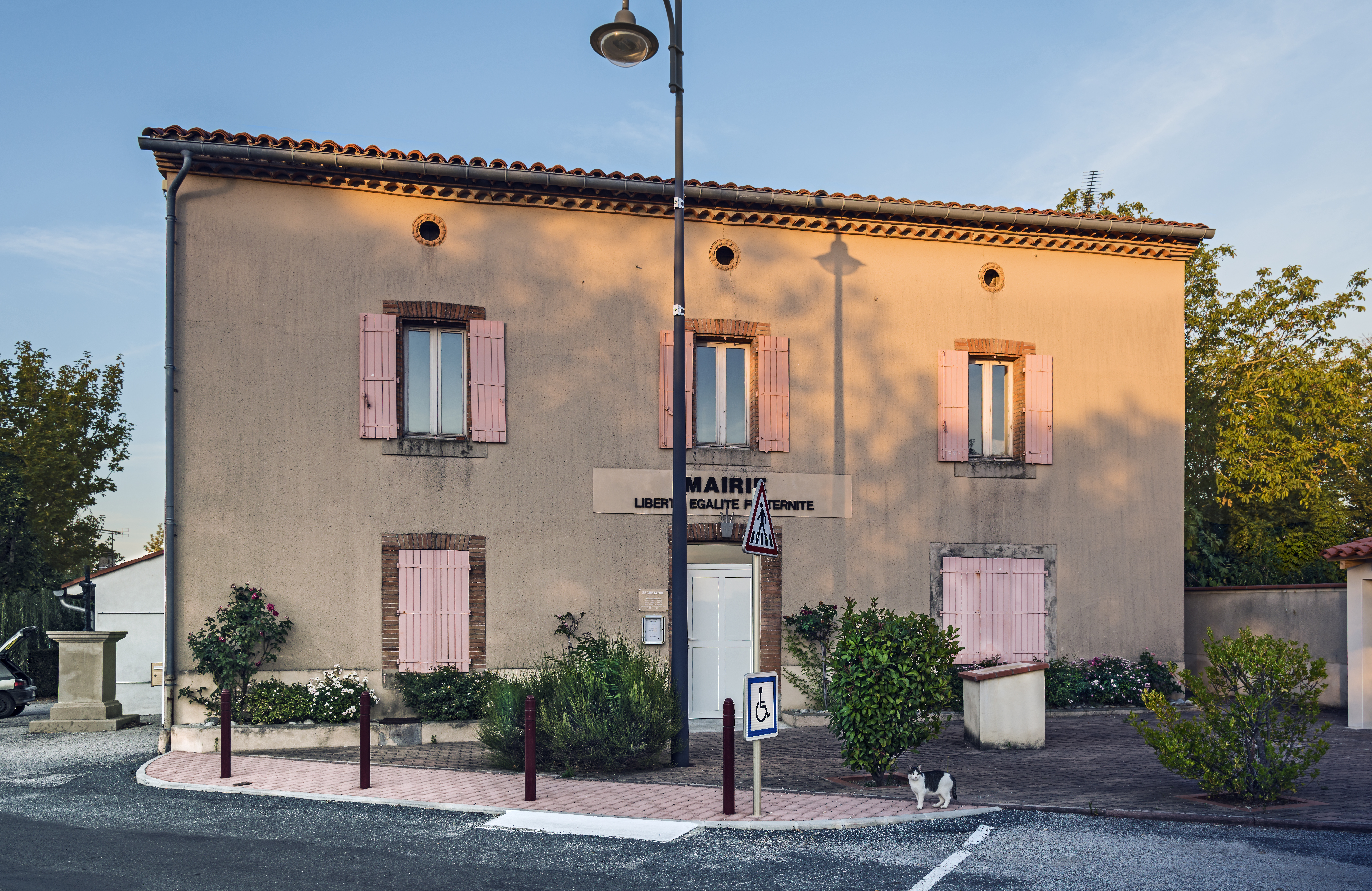
El Ayuntamiento.
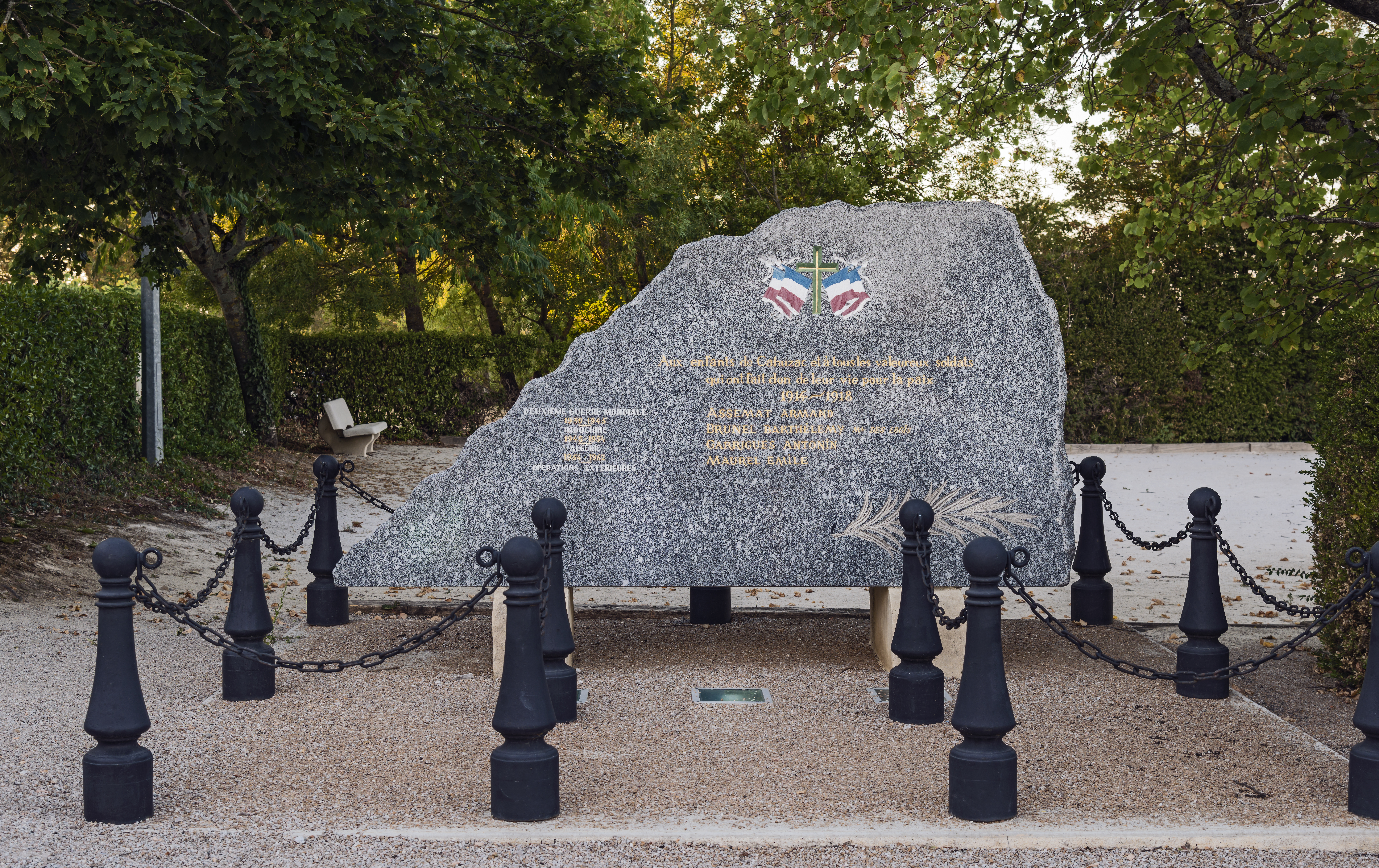
El monumento de la guerra.
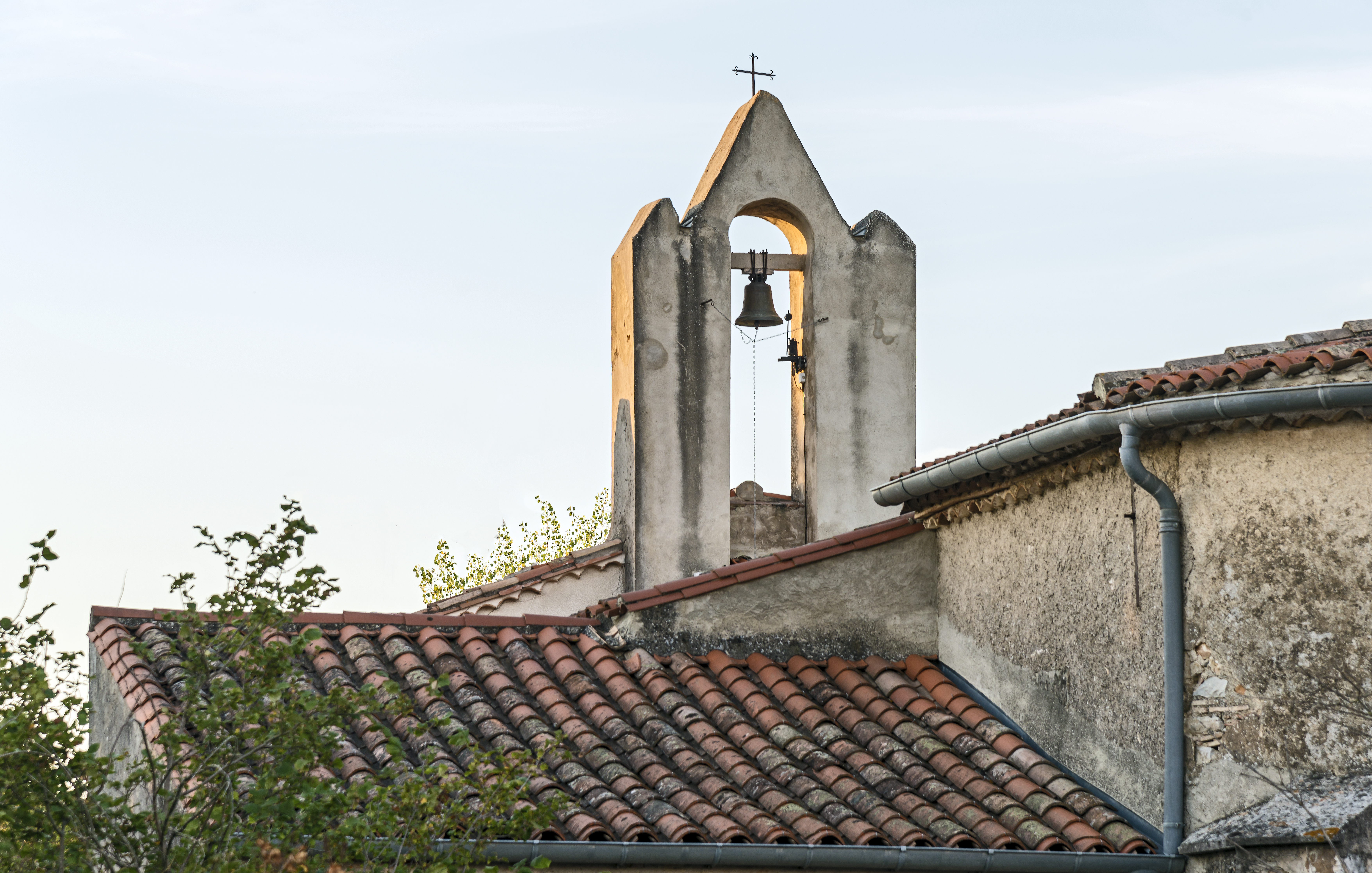
La torre de la iglesia.